# Isle of Wight Zoo
Isle of Wight Zoo, tidligere kendt som  Isle of Wight Tiger and Lemur Sanctuary, er en zoologisk have på øen Isle of Wight i Sydengland, der har til huse i et fort på Sandowns kystlinie. Den er hjemsted for den største bestand af tigre i Storbritannien.

## Historie
Oprindeligt kendt som Sandown Zoo blev den zoologiske have grundlagt i 1950'erne. Frem til 1970'erne blev den dårligt vedligeholdt og blev kaldt 'The Slum Zoo of Britain' af Sunday Times. Men i 1976 blev den zoologiske have overtaget af en privat ejer, og over næste år blev den genopbygget, som et nu kendt fristed for store katte og primater.
Haven er i øjeblikket hjemsted for 14 tigre, 3 afrikanske løver og 2 jaguarer. Den mest kendte af de store katte er Zena, havens eneste hvide tiger.
I de seneste år er der åbnet 3 tigerindhegninger, med indisk tema. Der er glasruder, man kan se igennem, damme, naturlige planter og tematiske statuer og templer. Hanløverne lever også i en nyligt åbnet indhegning – med et afrikansk tema, med en jeep og stenformationer, designet til stimulere og træne dyrerne.

## Primater
Haven har også et Madagaskar tema og primaternes afdeling reflekterer denne ved at have specialiseret sig i lemurer. Ring-tailed, black and white ruffed, black, white fronted og mongoose lemurerne har til huse her, hvoraf mange af dem har formeret sig i de seneste år.
Primatafdelingen er også hjem for spider monkeys og capuchins.

## Jeepers Creepers
Inde i en mørk bygning er en samling af slanger, firben og edderkopper, der befinder sig i forskellige tematiske bure, bygget til at efterligne dyrernes naturlige element. Miljøet er også hjemsted for den meget truede Madagscan jumping rat.

## Film
Haven har også været hoved for ITV Meridian's tv program 'Tiger Island'. Denne viser forskellige aspekter af livet i en zoologisk have, hvordan man laver berigende legetøj og designer nye indhegninger.